# Genius (Fernsehserie)
Genius ist eine US-amerikanische Fernsehserie des Fernsehsenders National Geographic Channel mit biografischen Elementen. Beim deutschsprachigen Ableger des Senders war die Serie erstmals ab 27. April 2017 zu sehen. Die Ausstrahlung der 2. Staffel begann in Deutschland am 26. April 2018. Die Ausstrahlung der dritten Staffel war vom 21. März bis zum 24. März 2021.
Am 10. Dezember 2020 wurde die Serie um eine vierte Staffel verlängert.

## Inhalt
Die Serie erzählt in einer Staffel Episoden aus der Lebensgeschichte einer als Genie bekannten realen Person. Die erste Staffel widmet sich dem Leben von Albert Einstein. Staffel zwei hat das Leben von Pablo Picasso zum Inhalt. Eine dritte Staffel über Aretha Franklin. Die vierte Staffel soll das Leben von Martin Luther King beinhalten.

## Besetzung und Synchronisation
Die deutschsprachige Synchronisation der Serie erfolgt durch die Cinephon Filmproduktions GmbH, Berlin. In Staffel 1 schrieben Martin Schowanek und Wolfgang Ziffer die Dialogbücher, in Staffel zwei Rebekka Balogh und erneut Schowanek, in Staffel drei Rebekka Balogh. Dialogregie aller Staffeln erfolgte durch Wolfgang Ziffer.

### Genius: Einstein

#### Hauptbesetzung
| Rolle                  | Schauspieler       | Hauptrolle            | Synchronsprecher  |
| ---------------------- | ------------------ | --------------------- | ----------------- |
| Albert Einstein (alt)  | Geoffrey Rush      | 1.01, 1.07–1.10       | Martin Umbach     |
| Albert Einstein (jung) | Johnny Flynn       | 1.01–1.07             | Julius Jellinek   |
| Mileva Marić           | Samantha Colley    | 1.01–1.07             | Vera Teltz        |
| Fritz Haber            | Richard Topol      | 1.01, 1.05–1.07, 1.09 | Bernd Vollbrecht  |
| Philipp Lenard         | Michael McElhatton | 1.01, 1.03–1.09       | Lutz Schnell      |
| Elsa Einstein (alt)    | Emily Watson       | 1.01, 1.07–1.09       | Sabine Falkenberg |
| Elsa Einstein (jung)   | Gwendolyn Ellis    | 1.05–1.07             | Julia Ziffer      |
| Max Planck             | Ralph Brown        | 1.03–1.07, 1.09       | Bodo Wolf         |

#### Nebenbesetzung
| Rolle              | Schauspieler        | Nebenrolle             | Synchronsprecher          |
| ------------------ | ------------------- | ---------------------- | ------------------------- |
| Hermann Einstein   | Robert Lindsay      | 1.01, 1.03             | Hans-Georg Panczak        |
| Pauline Einstein   | Claire Rushbrook    | 1.01, 1.03–1.05        | Irina von Bentheim        |
| Maja Einstein      | Helen Monks         | 1.01–1.03              | Nicole Hannak             |
| Laurent Debienne   | Edward Akrout       | 1.01–1.03              | Robert Glatzeder          |
| Jost Winteler      | Nicholas Rowe       | 1.01, 1.02, 1.04       | Marcus Off                |
| Pauline Winteler   | Lucy Russell        | 1.01, 1.02, 1.04       | Sabine Walkenbach         |
| Marie Winteler     | Shannon Tarbet      | 1.01, 1.02, 1.04       | Sarah Alles               |
| Anna Winteler      | Alicia von Rittberg | 1.01, 1.02, 1.04, 1.07 | Melinda Rachfahl          |
| Julius Winteler    | George Webster      | 1.01, 1.02, 1.04       | Sebastian Kluckert        |
| Walther Rathenau   | Henry Goodman       | 1.01, 1.07, 1.08       | Freimut Götsch            |
| Heinrich Weber     | Alistair Petrie     | 1.01                   | Peter Flechtner           |
| Marcel Grossmann   | Jon Fletcher        | 1.02–1.06              | Arne Stephan              |
| Michele Besso      | Seth Gabel          | 1.01–1.05, 1.07        | Ozan Ünal                 |
| Mileva Marić (alt) | Sally Dexter        | 1.05, 1.07, 1.08, 1.10 | Agnes Hilpert             |
| Leo Szilard        | Nikola Đuričko      | 1.09, 1.10             | Christoph Banken          |
| Niels Bohr         | David Dencik        | 1.08–1.10              | Sebastian Christoph Jacob |
| Milos Marić        | Predrag Bjelac      | 1.02–1.04              | Wolfgang Wagner           |
| Marija Ružić–Marić | Catherine McCormack | 1.02–1.04              |                           |
| Betty              | Charity Wakefield   | 1.01, 1.08             | Lina Rabea Mohr           |
| Helen Dukas        | Jodhi May           | 1.09, 1.10             | Eva Thärichen             |
| Clara Haber        | Zoe Telford         | 1.06, 1.07             | Manja Doering             |
| J. Edgar Hoover    | T. R. Knight        | 1.08–1.10              | Nicola Devico Mamone      |
| Raymond H. Geist   | Vincent Kartheiser  | 1.01                   | Tobias Nath               |
| Mathematiklehrer   | Thomas M. Meinhardt | 1.01                   | Thomas M. Meinhardt       |
| Dr. Paul Weyland   | Jack Fox            | 1.07                   | Thomas Schmuckert         |

### Genius: Picasso

#### Hauptbesetzung
| Rolle                | Schauspieler     | Hauptrolle | Synchronsprecher |
| -------------------- | ---------------- | ---------- | ---------------- |
| Pablo Picasso (alt)  | Antonio Banderas | 1.01–1.10  | Bernd Vollbrecht |
| Françoise Gilot      | Clémence Poésy   | 1.01–1.10  | Marie Bierstedt  |
| Pablo Picasso (jung) | Alex Rich        | 1.01–1.10  | Max Felder       |
| Dora Maar            | Samantha Colley  | 1.01–1.10  | Vera Teltz       |

#### Nebenbesetzung
| Rolle                    | Schauspieler      | Nebenrolle | Synchronsprecher          |
| ------------------------ | ----------------- | ---------- | ------------------------- |
| Marie-Thérèse Walter     | Poppy Delevingne  | 1.01–1.10  | Eva Thärichen             |
| Carlos Casagemas         | Robert Sheehan    | 1.01–1.10  | Constantin von Jascheroff |
| José Ruiz y Blasco       | David Wilmot      | 1.01–1.10  | Uwe Büschken              |
| Emile Gilot              | Sebastian Roché   | 1.01–1.10  | Erich Räuker              |
| Salvador Ruiz            | Jordi Mollà       | 1.01–1.10  | Jaron Löwenberg           |
| Jaime Sabartés           | Adrian Schiller   | 1.01–1.10  | Wolfgang Ziffer           |
| Paul Rosenberg           | Will Keen         | 1.01–1.10  | Alexander Doering         |
| Pablo Picasso (9 Jahre)  | Timothy Lyons     | 1.01–1.10  | Carlos Fanselow           |
| Pablo Picasso (14 Jahre) | Alessio Scalzotto | 1.01–1.10  | Ben Hadad                 |

### Genius: Aretha

#### Hauptbesetzung
| Rolle                    | Schauspieler            |
| ------------------------ | ----------------------- |
| Aretha Franklin (alt)    | Cynthia Erivo           |
| C. L. Franklin           | Courtney B. Vance       |
| Little Re (junge Aretha) | Shaian Jordan           |
| Jerry Wexler             | David Cross             |
| Ted White                | Malcolm Barrett         |
| Erma Franklin            | Patrice Covington       |
| Ruth Bowen               | Kimberly Hébert Gregory |
| Carolyn Franklin         | Rebecca Naomi Jones     |

#### Nebenbesetzung
| Rolle                      | Schauspieler        |
| -------------------------- | ------------------- |
| Rachel Franklin            | Pauletta Washington |
| Aretha's Piano Hand double | Collete L. Coward   |
| Young Erma                 | Aubriana Davis      |
| Cecil Franklin             | Steven G. Norfleet  |
| Little Re singing double   | Bri'anna Harper     |
| Young Carolyn              | Sydney Hunter       |
| Clara Ward                 | Tina Fears          |
| Barbara Franklin           | Antonique Smith     |
| King Curtis                | Marque Richardson   |
| Clarence                   | Braelyn Edwards     |
| Edward                     | Tyler Richardson    |
| James Cleveland            | Omar J. Dorsey      |
| Ken Cunningham             | Tip "T.I." Harris   |
| Little Teddy               | Jerren Jackson      |
| Tom Dowd                   | Willie Repoley      |
| Young Cecil                | Drake Strickland    |
| Glynn Turman               | Luke James          |